# Bergin定律
Bergin定律是古爱尔兰语的语法规律。命名来自于发现者语言学家Osborn Bergin（1873–1950）。
定律指出，古爱尔兰语中正常语序应为动主宾语序，但动词可以以连接形式放在句尾。